# 5395 Сьосасакі
5395 Сьосасакі (5395 Shosasaki) — астероїд головного поясу, відкритий 14 вересня 1988 року.
Тіссеранів параметр щодо Юпітера — 3,385.
Названо на честь Сьо Сасакі (яп. しょう・ささき(佐々木晶) сьо: сасакі).